# أرفيد لوندبيرغ
أرفيد لوندبيرغ (بالسويدية: Arvid Lundberg)‏ هو لاعب هوكي الجليد سويدي، ولد في 29 سبتمبر 1994 في سكيلفتيا في السويد.

## وصلات خارجية
- أرفيد لوندبيرغ على موقع EliteProspects.com (الإنجليزية)
- أرفيد لوندبيرغ على موقع HockeyDB.com (الإنجليزية)